# Коваленко Олександр Миколайович (професор)
Олекса́ндр Микола́йович Ковале́нко 01.01.1944. народився в селі Сулимівка Бориспільського району Київської області. Лікар, з 1996 — доктор медичних наук, з 2005 — професор.

## Біографія
Навчався в Київському медичному інституті. По закінченні — з 1966 року працював лікарем у місті Київ. 1970—1975 роки- НДІ клінічної медицини (тепер Інститут кардіології НАМІНУ); 1972-1987- в Інституті геронтології АМН СРСР; з 1987- Науковий центр радіаційної медицини НАМНУ; з 2003- завідувачем відділу радіодукованої загальної та ендокринної патології. Займається вивченням вікових особливостей тромбоутворення та гемостазу, біофізичні основи функціонування судин. Також вивчає вікову і пострадіаційну динаміку стану здоров'я після перенесеної променевої хвороби внаслідок Чорнобильської аварії.

## Праці
- Система згортання крові при старінні. Киї, 1988 (співавтор)
- Феноменологія вікової та пострадіаційної ендокринології// Журнал АМНУ. 1996.
- Біохімічні основи структурно-функціональної організації судинної системи людини і вищих тварин// Доп. НАНУ. 1997.